# Попиченко Леонід Павлович
Леонід Павлович Попиченко (нар. 31 липня 1937, Христинівка) — український архітектор. Лауреат Державної премії України в галузі архітектури (1988). Головний архітектор Івано-Франківська (1962—1973 та 1980—1989).

## Життєпис
Леонід Попиченко народився 31 липня 1937 року в місті Христинівці Черкаської області в родині поштаря. Радянська влада репресувала Павла Попиченка й заслала до Сибіру за те, що той до революції носив форму, яку прирівняла до офіцерської. Повернувся він через вісім років, а 1946 року помер. Матері довелось самій виховувати родину, в якій Леонід був четвертою дитиною. Навчався в середній школі міста Христинівки. Любов до малювання Леонідові прищепив учитель Григорій Турчак, на честь якого названо одну з вулиць Христинівки. 1952 року вступив на інженерно-будівельний факультет Львівського політехнічного інституту, спеціальність архітектура.
По закінченні інституту, 1960 року Леоніда направили працювати в станіславівський «Облпроєкт», який 1963 року став філією київського «Діпроміста». У 1973—1980 роках обіймав у цьому закладі посаду начальника архітектурно-планувальної майстерні. 
У 1962—1973 та 1980—1989 роках обіймав посаду головного архітектора Івано-Франківська. 1982 року ініціював конкурс на розпланування і забудову центральної частини Івано-Франківська. 1988 року отримав Державну премію України в галузі архітектури «за комплексну реконструкцію вулиці Радянської і створення пішохідної зони у місті Івано-Франківську».
У 1989—1994 роках працював на посадах головного спеціаліста, потім директора, Івано-Франківського комплексного відділу Львівського інституту «Будпроєкт». 1994 року обійняв посаду начальника відділу ліцензування спеціальних видів робіт у проєктуванні і будівництві головного Управління архітектури та містобудування головної державної адміністрації. Згодом — вчений секретар Прикарпатського центру Української академії архітектури, почесний член Української академії архітектури.
Кохається в малюванні. Зокрема, в 1960-х роках виконав серію акварельних та гуашевих малюнків центральної частини Івано-Франківська, ще перед знесенням деяких історичних будівель.

## Родина
Першу дружину Леоніда Попиченка звали Неллі. Вона навчалася на тому самому факультеті. У подружжя народився син Сергій, який також став архітектором. Родинну справу продовжила внучка Вікторія.
1980 року одружився вдруге. У тому шлюбі народилося двоє дітей. 

## Споруди
Леонід Попиченко був автором та співавтором таких об'єктів у місті Івано-Франківську:
- Будинок «Ательє мод» на розі вулиць Незалежності та Січових стрільців
- Будинок художника на вулиці Незалежності
- Головпоштамт
- Адміністративний будинок на вулиці Грушевського (грамота Держбуду та Національної спілки архітекторів України)